# Sinella kukae
Sinella kukae är en urinsektsart som beskrevs av Christiansen och Bellinger 1992. Sinella kukae ingår i släktet Sinella och familjen brokhoppstjärtar. Inga underarter finns listade i Catalogue of Life.